# Jesus (pel·lícula de 1999)
Jesus, també coneguda com a Jesús o La Bíblia: Jesús (1999) és una pel·lícula bíblica feta per a la televisió que relata la història de Jesús de Natzaret. És protagonitzada per Jeremy Sisto en el paper de Jesús, Jacqueline Bisset (Maria), Debra Messing (Maria Magdalena) i Gary Oldman (Ponç Pilat).

## Argument
La pel·lícula destaca per mostrar un Jesús més humà, comparada amb les caracteritzacions més solemnes de pel·lícules anteriors; aquí Jesús riu i plora com qualsevol altra persona. Entre altres coses, plora en el funeral de Josep, llança còdols al Llac de Tiberíades quan coneix a Sant Pere i a Jaume el Major, balla en el casament de Qana i també comença a jugar a esquitxar amb aigua els seus deixebles.
D'altra banda, Satan està caracteritzat com un home vestit amb roba moderna (i com una dona vestida de vermell, però el primer és més destacat). La pel·lícula afegeix un historiador romà anomenat "Livi", que observa i relata els esdeveniments; probablement estigui basat en Titus Livi.

## Repartiment
- Jeremy Sisto - Jesús
- Jacqueline Bisset - Maria, mare de Jesús
- Armin Mueller-Stahl - Josep, pare de Jesús
- Debra Messing - Maria Magdalena
- David O'hara - Joan Baptista
- G. W. Bailey - Livi
- Luca Barbareschi - Herodes Antipas
- Christian Kohlund - Caifàs
- Stefania Rocca - Maria de Betània
- Luca Zingaretti - Sant Pere
- Ian Duncan - Joan el de Zebedeu
- Elena Sofia Ricci - Heròdies
- Gilly Gilchrist - Sant Andreu
- Thomas Lockyer - Judes Iscariot
- Claudio Amendola - Barrabàs
- Jeroen Krabbé - Satan com a home
- Gary Oldman - Ponç Pilat
- Gabriella Pession - Salomé
- Maria Cristina Heller - Marta
- Manuela Ruggeri - Satanàs com a dona
- Peter Gevisser - Llàtzer
- Fabio Sartor - Jaume el Major
- Sebastian Knapp - Mateu l'evangelista
- Sean Harris - Tomàs apòstol
- Karim Doukkali - Felip apòstol
- Said Bey - Judes Tadeu
- Abedelouhahad Mouaddine - Jaume el Menor
- L'housseine Dejjiti - Simó apòstol
- Mohammed Taleb - Bartomeu apòstol
- Miles C. Hobson - Jesús de nen (6 anys)
- Josh Maguire - Jesús de nen (12 anys)
- Zack Maguire - Joan Baptista de nen (12 anys)
- Roger Hammond - Josep d'Arimatea
- Rick Warden - Jared
- Iddo Goldberg - Seth
- Jeremy Zimmermann - Client de Maria Magdalena
- Elaine English - dona de Qana
- Tony Vogel - Granger
- John Francis - Zerack
- Omar Lahlou - Bartomeu apòstol
- Ichrak Berraoui - Adúltera